# Michel Sogny
Michel Sogny (født 21. november 1947 i Pau, Frankrig) er en fransk pianist, komponist og forfatter af ungarsk herkomst. Han udviklede en ny tilgang til at undervise i klaver. Hans metode har gjort det muligt for mange studerende i alle aldre at nyde at øve sig på dette instrument, da klaverspil generelt betragtes som uopnåeligt, hvis det ikke indlæres i barndommen.

## Biografi
Michel Sogny gik på École Normale de Musique de Paris, hvor han forfulgte klaverstudier under ledelse af Jules Gentil og Yvonne Desportes. Han har en kandidatgrad i psykologi, en bachelorgrad i litteratur og en ph.d. i filosofi, som han afsluttede på Sorbonne i 1974 under ledelse af Vladimir Jankélévitch. Michel Sogny er grundlæggeren af SOS Talents Foundation.
Sammen med Valéry Giscard d'Estaing og Franz Liszts oldebarn, Blandine Ollivier de Prévaux, var Sogny et af de stiftende medlemmer af Franz Liszt French Association.

## Michel Sognys klavermetode
Der undervises i Sognys metodologi på hans skoler i Paris og Genève. Siden 1974 har mere end 20.000 studerende mestret klaver gennem Sognys metode.
Metoden består af to hovedkomponenter: Didaktiske værker - Prolégomènes, som repræsenterer små øvelser. Prolégomènes udvikler opfattelsen af musikalsk symfoni og lyd. Den anden retning består af cyklussen af etuder, hvor der fokuseres på udvikling af tekniske færdigheder, såsom håndbevægelser og positioner.
En af Sognys studerende, som begyndte klaverpraksis som voksen, var fransklæreren Michel Paris. Efter at have gennemført Sognys 4-årige metodologikursus optrådte hun i en alder af 30 år med en solokoncert på Théâtre des Champs-Élysée under protektion af Kulturministeriet.
En anden succesfuld studerende hos Michel Sogny var Claudine Zévaco, som optrådte på Théâtre des Champs-Élysée i 1983 og 1984.
I 1981 henvendte Senatet sig formelt til kulturministeren Jack Lang for at diskutere indførelsen af Michel Sognys metodologi i hele Frankrig.